# Torre Bonica
La Torre Bonica és una obra de Girona declarada bé cultural d'interès nacional.

## Descripció
Es tracta d'una torre de defensa de planta quadrada i datada entorn als segles XV-XVI. Està adossada a una masia, reformada al segle xvii. La torre consta d'una planta baixa i tres pisos, més sotacoberta. És d'obra homogènia de maçoneria de pedres i còdols de mida petita i mitjana, amb cadena de carreus a les cantonades. Conserva diverses espitlleres i finestres de llinda plana espitllerades.
La torre està adossada a la masia en l'angle sud-oest. La masia, de planta rectangular, presenta paraments de diverses èpoques que mostren diferents reformes al llarg del temps, especialment entre els segles XV i XVII. Possiblement és d'origen medieval, ja que romanen elements visibles en diversos trams de totes les façanes, menys la sud. Les façanes també conserven diverses espitlleres. També destaquen les llindes de portals i finestrals, amb llindes lleugerament decorades i algunes amb dates inscrites.